# Dean Corll
Dean Arnold Corll, dit Candy Man, né le 24 décembre 1939 à Fort Wayne (Indiana) et mort le 8 août 1973 à Pasadena (Texas), est un tueur en série américain qui, avec ses deux complices David Brooks et Elmer Wayne Henley, a commis de nombreux viols et meurtres dans la région de Houston au Texas.
Il est assassiné le 8 août 1973 par son complice Wayne Henley. Ce dernier est dénoncé à la police par un autres complice de Corll, David Brooks ce même jour. Selon lui, Corll avait commis son premier meurtre en 1970, bien qu'il soit soupçonné d'en avoir commis dès 1968.
Le trio est considéré comme responsable des meurtres d'au moins 28 adolescents — peut-être 29 — perpétrés entre 1970 et 1973, les crimes n'ayant été connus qu'après que Corll a été abattu par son complice Henley, alors qu'il tentait de le tuer.

## Biographie

### Jeunesse
Dean Corll naît le 24 décembre 1939 à Fort Wayne (Indiana) Corll est le fils aîné de Mary Robinson (9 mai 1916 - 31 mai 2010) et d'Arnold Edwin Corll (7 février 1916 - 5 avril 2001), électricien. Sa mère est très protectrice mais son père, homme alcoolique, le bat fréquemment. De ce fait Corll est un enfant timide, renfermé et sérieux qui fréquente rarement les autres enfants de son age, mais qui se montre en même temps soucieux du bien-être d'autrui.
Faisant l'objet de fréquentes querelles, le couple divorce en 1946, quatre ans après la naissance de leur fils cadet, Stanley Wayne Corll. Mary vend ensuite la maison familiale et s'installe dans une caravane à Memphis, dans le Tennessee, où Arnold est enrôlé dans l'Armée de l'air américaine après le divorce, pour permettre à ses fils de rester en contact avec leur père.
En 1947, à l'âge de sept ans, il souffre d'un rhumatisme articulaire aigu non diagnostiqué, qui n'est reconnu qu'en 1950, lorsque les médecins découvrent que Corll souffre de légers problèmes cardiaques. À la suite de ce diagnostic, Corll doit éviter les cours d'éducation physique à l'école.
Les parents de Corll tentent de se réconcilier et se remarient en 1950, puis déménagent à Pasadena, au Texas, dans la banlieue de Houston. La réconciliation est de courte durée et, en 1953, le couple divorce une nouvelle fois, la mère conservant la garde de ses deux fils. Le divorce est prononcé à l'amiable et les deux garçons restent en contact régulier avec leur père.

Après le second divorce, la mère de Corll épouse un vendeur d'horloges itinérant nommé Jake West. La famille déménage dans la petite ville de Vidor, au Texas, où naît la demi-sœur de Corll, Joyce Jeanine (1955-2016) dont Corll semble apprécier la compagnie. La mère et le beau-père de Corll lancent une petite entreprise familiale de fabrication de bonbons, opérant initialement dans le garage de leur maison. Dès les premiers jours de l'entreprise, Corll travaille jour et nuit tout en continuant d'aller à l'école. Lui et son jeune frère sont chargés de faire fonctionner les machines à fabriquer les bonbons et d'emballer le produit, que son beau-père vend sur son itinéraire de vente. Cette tournée implique souvent West de se rende à Houston, où une grande partie du produit est vendue. 

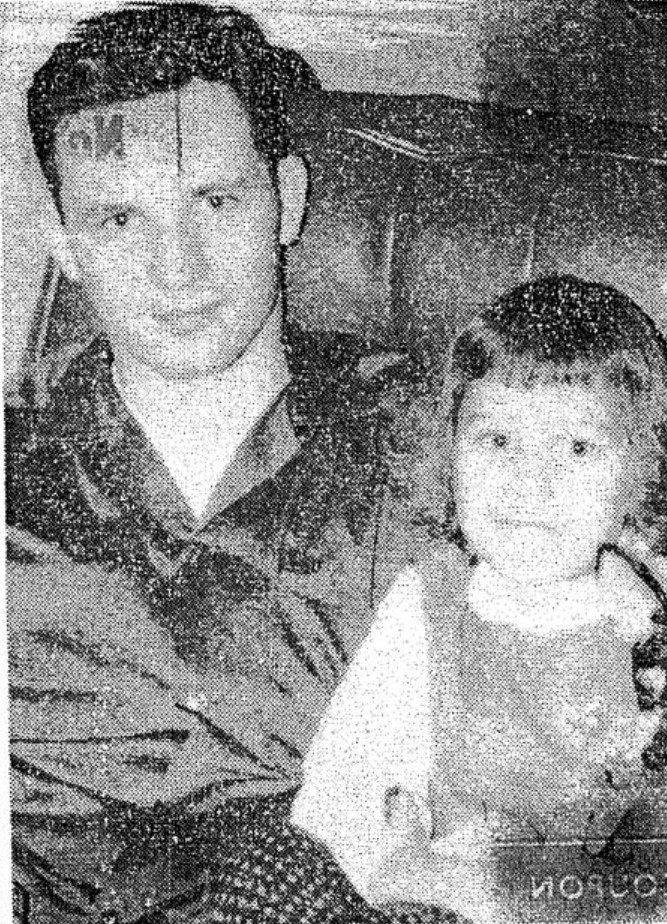
Corll, photographié avec sa demi-sœur, Joyce West, vers 1960.

De 1954 à 1958, Corll fréquente le lycée de Vidor, où il est considéré comme un élève bien élevé et obtenant des notes satisfaisantes. Comme dans son enfance, Corll est considéré comme une personne solitaire et étrange. Selon les témoignages de ses ancien camarades et professeur, il est décrit comme quelqu'un de froid, calculateur et manipulateur. Il semble manipuler ses camarades et professeurs puis s'éloigne du conflit et reste à l'écart l'air de rien, regardant les disputes. Bien qu'il soit connu pour avoir occasionnellement fréquenté des filles à l'adolescence. Au lycée, le seul intérêt majeur de Corll est la fanfare, dans laquelle il joue du trombone. En 1958, Corll rencontre son futur complice, Wayne Henley, à l'âge de 18 ans.

### Vie adulte et service militaire
Au cours de l'été 1958, Corll sort diplômé du lycée de Vidor mais decide de ne pas aller a l'université. Peu après, il déménage avec sa famille dans la banlieue nord de Houston afin que l'entreprise familiale de confiserie soit plus proche de la ville où la majorité de ses produits est vendue. La famille Corll ouvre un nouveau magasin, qu'elle baptise ''Pecan Prince'', en référence à la marque du produit familial.
En 1960, à la demande de sa mère, Corll déménage dans l'Indiana pour vivre avec sa grand-mère veuve. Pendant cette période, Corll noue une relation étroite avec une jeune fille de la région. Corll vit dans l'Indiana pendant près de deux ans, jusqu'à ce qu'il rejette la demande en mariage faite par sa petite-amie, en 1962. Il retourne lors vivre à Houston pour aider sa famille dans son entreprise de confiserie dont il est employé. Corll s'installe plus tard dans son propre appartement au-dessus du magasin.
La mère de Corll divorce de West, en 1963, et ouvre une nouvelle entreprise de bonbons, qu'elle nomme ''Corll Candy Company''. Dean est nommé vice-président de la nouvelle entreprise familiale et son jeune frère Stanley est nommé secrétaire-trésorier. La même année, l'un des adolescents employés de ''Corll Candy Company'' se plaint à la mère de Corll que son fils lui a fait des avances sexuelles. En réponse, elle licencie l'adolescent pensant qu'il ment.

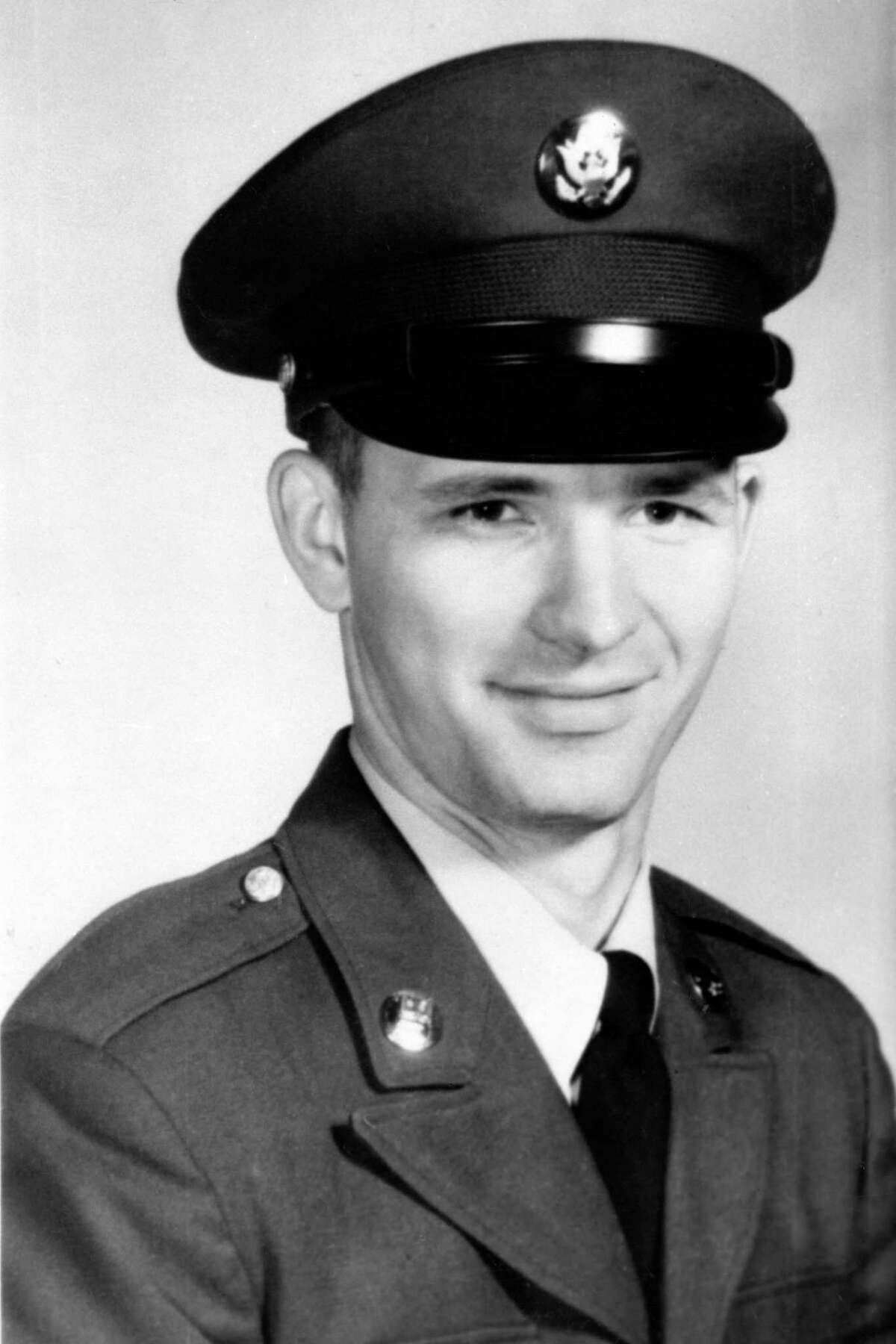
Dean Corll en 1964, au début de son Service militaire.

Corll est incorporé, le 10 août 1964, dans l'armée américaine et affecté à Fort Polk, en Louisiane, pour la formation de base, puis à Fort Benning, en Géorgie, pour une formation de réparateur radio, avant d'être définitivement affecté à Fort Hood, au Texas. Il découvre son homosexualité à l'armée et avec un de ses camarades, il devient adepte des jeux sexuels sado-masochistes, sortant lors de permission dans des bar gay.
Selon les archives militaires officielles, la période de service de Corll dans l'armée se déroule sans problème. Corll aurait cependant détesté le service militaire ; il demande à être libéré pour cause de difficultés, au motif qu'il est nécessaire à l'entreprise familiale.
L'armée le libère avec les honneurs le 11 juin 1965, après dix mois de service.

### Retour à la vie civile
Après sa libération honorable de l'armée, en juin 1965, Corll retourne à Houston Heights et reprend le poste qu'il occupait en tant que vice-président de ''Corll Candy Company''. L'ancien beau-père de Corll y a conservé la propriété de l'ancienne entreprise familiale de bonbons, ''Pecan Prince'', après son divorce d'avec la mère de Corll en 1963, la concurrence entre les deux entreprises étant intensive.
Comme il l'avait fait pendant son adolescence, Corll augmente le nombre d'heures qu'il consacre à l'entreprise de bonbons pour répondre à la demande croissante du public pour les produits de sa famille.
En 1965, Corll Candy Company s'installe sur la 22e rue, juste en face de l'école primaire Helms. Corll y est connu pour donner des bonbons gratuits aux enfants du quartier, en particulier les adolescents. Ce comportement lui vaut les surnoms de Candy Man et de Pied Piper. L'entreprise emploie une petite main-d'œuvre et le voit régulièrement flirter avec plusieurs employés adolescents. Corll est également connu pour avoir installé une table de billard à l'arrière de l'usine de bonbons où les employés et les jeunes de la région se réunissent.

### Amitié avec David Brooks
En 1967, Corll se lie d'amitié avec David Owen Brooks, âgé de 12 ans, alors élève de sixième à lunettes et l'un des nombreux enfants à qui il donne des bonbons gratuits. Brooks devient tout d'abord l'un des nombreux jeunes compagnons proches de Corll, fréquentant régulièrement Corll et divers adolescents se rassemblant à l'arrière de la fabrique de bonbons. Brooks se joint également à Corll lors des excursions régulières qu'il effectue sur les plages du sud du Texas en compagnie de divers jeunes.
Brooks déclarera plus tard que Corll est le premier adulte à ne pas se moquer de son apparence. Chaque fois que Brooks dit à Corll qu'il a besoin d'argent, ce dernier le lui en donne. Au fil du temps, Brooks commence à considérer Corll comme une figure paternelle. Sous l'impulsion de Corll, une relation sexuelle s'instaure progressivement entre les deux.
Après l'échec de son troisième mariage, la mère de Corll et sa demi-sœur, Joyce, déménagent au Colorado. Les difficultés financières rencontrées entraînent la fermeture de la ''Corll Candy Company'', en juin 1968.
À partir de 1969, Corll paie Brooks en espèces ou en cadeaux pour lui permettre de pratiquer des fellations sur le jeune. Les parents de Brooks sont divorcés : son père vit à Houston et sa mère a déménagé à Beaumont, une ville située à 85 miles (140 km) à l'est de Houston.
Lorsque Brooks abandonne le lycée, en 1970, ce dernier déménage à Beaumont pour vivre avec sa mère. Chaque fois qu'il rend visite à son père à Houston, il rend également visite à Corll, qui lui permet de rester dans son appartement s'il le souhaite. Plus tard, la même année, Brooks retourne vivre à Houston, considérant l'appartement de Corll comme sa seconde maison.
Après la fermeture de la confiserie, Corll trouve un emploi d'électricien à la Houston Lighting and Power Company, où il teste les systèmes de relais électriques. Il occupe cet emploi jusqu'au jour de sa mort.

### Meurtres en compagnie de Brooks
Corll commet son premier meurtre connu, le 25 septembre 1970, à presque 31 ans. La victime est un étudiant de 18 ans nommé Jeffrey Konen. Konen disparaît alors qu'il fait de l'auto-stop avec un autre étudiant de l'université du Texas pour se rendre au domicile de ses parents à Houston. Il a été déposé seul à l'angle de Westheimer Road et South Voss Road près du quartier Uptown de Houston vers 18 h. Corll a probablement proposé à Konen de le raccompagner chez lui, ce que Konen a manifestement accepté. Au moment de la disparition de Konen, Corll vit dans les appartements Harold Turboff, où il a versé une caution d'un mois de loyer quatre jours plus tôt.
À peu près au moment du meurtre de Konen, Brooks surprend Corll en train d'agresser sexuellement deux adolescents que Corll a attachés à un lit à baldaquin. Corll promet une voiture à Brooks en échange de son silence, lequel accepte de garder le silence. Corll lui achètera, comme convenu, une Chevrolet Corvette verte.
Corll avoue par la suite à Brooks avoir tué les deux jeunes et lui promet 200 dollars (l'équivalent d'environ 1 536 dollars en 2023) pour chaque garçon qu'il pourrait attirer dans l'appartement de Corll.
Le 13 décembre 1970, Brooks attire deux adolescents de 14 ans de Spring Branch, James Glass et Danny Yates, loin d'un rassemblement religieux tenu à Houston Heights, dans l'appartement de Corll à Yorktown. Glass est une connaissance de Brooks qui, sur l'ordre de ce dernier, se rend à l'adresse de Corll. Glass et Yates sont attachés de part et d'autre de la planche de torture de Corll, violés, étranglés à mort et enterrés dans un hangar à bateaux qu'il avait loué le 17 novembre. Un cordon électrique muni de pinces crocodiles à chaque extrémité est enterré à côté du corps de Yates.
Six semaines après le double meurtre de Glass et Yates, le 30 janvier 1971, Brooks et Corll rencontrent deux frères adolescents, Donald et Jerry Waldrop, qui se dirigent vers la maison de leurs parents. Les frères Waldrop sont conduits par leur père chez un ami pour discuter de la création d'une ligue de bowling et avaient commencé à rentrer à pied après avoir appris que leur ami n'était pas chez lui. Les deux garçons ont été entraînés dans la camionnette de Corll et conduits dans un appartement que Corll avait loué sur Mangum Road, où ils sont violés, étranglés à mort puis enterrés dans le hangar à bateaux.
Randell Harvey, 15 ans, disparaît le 9 mars 1971, alors qu'il passe l'après-midi à vélo vers Oak Forest, où il travaillait à temps partiel comme pompiste. Harvey est conduit à l'appartement de Corll sur Mangum Road, où il est tué d'une seule balle dans la tête.
David Hilligiest, 13 ans, et Gregory Malley Winkle, 16 ans, sont enlevés le 29 mai 1971 et tués ensemble dans l'après-midi. Les groupes de parents se lancent dans une recherche effrénée de leurs fils. Elmer Wayne Henley, 15 ans, ami de toujours de Hilligiest, est l'un des jeunes ayant volontairement proposé de distribuer les affiches imprimées par les parents et des sommes d'argent en échange d'une information permettant de retrouver les garçons disparus.
Corll et Brooks rencontrent, le 17 août 1971, Ruben Watson Haney, une connaissance de Brooks âgée de 17 ans, rentrant à pied d'un cinéma à Houston. Brooks persuade Haney d'assister à une fête à l'adresse où Corll a emménagé le mois précédent dans la rue San Felipe. Haney accepte et est emmené au domicile de Corll où il est ensuite étranglé à mort et enterré dans le hangar à bateaux.
En septembre 1971, Corll déménage dans un autre appartement dans les Heights : 915 Columbia Street. Brooks déclarera plus tard avoir aidé Corll à enlever et à assassiner deux jeunes lorsque Corll réside à cette adresse, dont un jeune qui est tué « juste avant que Wayne Henley n'entre en scène ». Dans ses aveux, Brooks déclarera que le jeune tué immédiatement avant l'implication de Henley dans les meurtres a été enlevé dans les Heights et gardé en vie pendant environ quatre jours avant son assassinat. L'identité de ces deux victimes demeure, à ce jour, inconnue.

### Corll/Brooks/Henley: Le trio criminel
À la fin de l'année 1971, Brooks présente Henley à Corll. Henley a probablement été attiré à l'adresse de Corll en tant que victime potentielle, mais Corll décide manifestement que le jeune ferait un « bon complice » et lui offre la même somme de 200 $ pour chaque garçon qu'il pourrait attirer à son appartement, informant Henley qu'il était impliqué dans un « réseau de traite des blanches » opérant à partir de Dallas.
Henley déclarera par la suite avoir, un temps, ignoré l'offre de Corll, bien qu'il maintienne une connaissance avec Corll et qu'il commence progressivement à le considérer comme une « figure paternelle » dont il admire l'éthique de travail ainsi qu'une certaine confiance.
Au début de 1972, Henley décide d'accepter l'offre de Corll parce que lui et sa famille se trouvaient dans une situation financière désastreuse. 
Le premier meurtre d'Henley se déroule fin février 1972, toujours en compagnie de Corll et Brooks. Corll réside au 925 Schuler Street, adresse à laquelle il a emménagé le 19 février 1972. (Brooks a par la suite affirmé que Henley avait été impliqué dans les enlèvements alors que Corll résidait à l'adresse qu'il avait occupée juste avant Schuler Street). Dans la déclaration que Henley a faite à la police après son arrestation, le jeune homme indiquera que lui et Corll ont ramassé un jeune garçon à l'angle de la 11e rue et de Studewood, avant de l'attirer chez Corll en lui promettant de fumer de la Marijuana avec eux. Au domicile de Corll — en utilisant une ruse que lui et Corll avaient préparée — Henley se menotte les mains dans le dos en sachant se libérer à l'aide d'une clé cachée dans sa poche arrière, puis à duper le jeune en lui mettant les menottes avant de voir Corll le ligoter et le bâillonner. Henley laisse ensuite le jeune seul avec Corll, convaincu qu'il sera vendu à un réseau d'esclavage sexuel. L'identité de cette première victime que Henley a aidé à enlever reste, à ce jour, inconnue.
Un mois plus tard, le 24 mars 1972, Henley, Brooks et Corll rencontrent une connaissance de Henley âgée de 18 ans, Frank Aguirre, sortant d'un restaurant de la rue Yale, où le jeune travaille. Henley appelle Aguirre dans la camionnette de Corll et invite le jeune à boire de la bière et à fumer de la marijuana avec le trio à l'appartement de Corll. Aguirre accepte et suit le trio au domicile de Corll dans sa Rambler. À l'intérieur de la maison de Corll, Aguirre fume de la marijuana avec le trio avant de ramasser une paire de menottes que Corll avait laissée sur sa table. En réponse, Corll se jette sur Aguirre, le pousse sur la table et lui passe les menottes dans le dos. Henley affirmera par la suite qu'il ne connaissait pas les véritables intentions de Corll à l'égard d'Aguirre au point de lui demander de ne pas tuer Aguirre une fois que Corll et Brooks avaient ligoté et bâillonné le jeune. Corll refuse catégoriquement la demande d'Henley et torture Aguirre, avant de le violer et de le tuer. Henley aide Corll et Brooks à enterrer Aguirre à la plage de High Island.
Le 20 avril 1972, le trio enlève un autre jeune, Mark Scott, âgé de 17 ans, bien connu d'Henley et de Brooks. Scott est saisi de force et lutte furieusement contre les tentatives de Corll de le maîtriser, essayant même de poignarder ses agresseurs à l'aide d'un couteau. Scott voit cependant Henley pointer un pistolet dans sa direction et, selon Brooks, Scott décide d'abandonner sa lutte. Scott est attaché à la planche de torture et subit le même sort qu'Aguirre : viol, torture, mort par strangulation et enterrement à High Island Beach.
Henley aide Corll et Brooks, le 21 mai 1972, à enlever et à assassiner deux jeunes nommés Billy Baulch et Johnny Delome. Les deux adolescents sont attachés au lit de Corll puis sont torturés et violés. Henley a étranglé manuellement Baulch, puis avait crié « Hé, Johnny ! » et tiré sur Delome en plein front, la balle étant ressortie par l'oreille du jeune. Les deux jeunes sont enterrés à High Island Beach. Ce double meurtre est le dernier commis avant que Corll ne quitte l'adresse le 26 juin 1972.
Pendant cette période, le trio attire un jeune homme de 19 ans, William Ridinger, dans la maison. Ridinger est attaché à une planche de contreplaqué, torturé et abusé par Corll. Brooks affirmera avoir persuadé Corll de libérer Ridinger, qui a pu quitter la maison. À une autre occasion, lorsque Corll réside à Schuler Street, Henley assomme Brooks en entrant dans la maison. Corll attache ensuite Brooks à son lit et agresse le jeune à plusieurs reprises avant de le relâcher. Malgré l'agression, Brooks continue d'aider Corll dans les enlèvements des victimes.
Corll s'installe à Westcott, où il tue, Steven Sickman, 17 ans, dans la nuit du 19 juillet 1972, au cours de laquelle il a été vu pour la dernière fois alors qu'il quittait une fête organisée dans les Heights peu avant minuit. L'adolescent est sauvagement frappé à la poitrine avec un instrument contondant avant d'être étranglé et enterré dans le hangar à bateaux.
Environ un mois plus tard, vers le 21 août 1972, un jeune homme de 19 ans, nommé Roy Bunton, est enlevé alors qu'il se rend à son travail d'assistant dans un magasin de chaussures de Houston. Bunton est bâillonné avec un morceau de serviette turque et sa bouche est attachée avec du ruban adhésif. Il est abattu de deux balles dans la tête et enterré dans le hangar à bateaux.
Le 3 octobre 1972, Henley et Brooks rencontrent deux adolescents de Heights, Wally Jay Simoneaux et Richard Hembree, qui se rendent à pied au domicile de ce dernier. Simoneaux et Hembree sont attirés dans la Corvette de Brooks et conduits à l'appartement de Corll à Westcott Towers. Ce soir-là, Simoneaux est connu pour avoir téléphoné au domicile de sa mère et pour avoir crié le mot « Mama » dans le combiné, avant que la connexion ne soit interrompue. Le lendemain matin, Henley tire accidentellement sur Hembree dans la bouche, la balle sortant par le cou. Quelques heures plus tard, les deux jeunes sont étranglés à mort et enterrés dans une fosse commune à l'intérieur du hangar à bateaux, juste au-dessus des corps de James Glass et Danny Yates.
En novembre 1972, un jeune de 18 ans d'Oak Forest connu de Corll et Henley, Willard Branch, disparaît alors qu'il fait de l'auto-stop de Mount Pleasant à Houston. Son corps bâillonné et émasculé a été enterré dans le hangar à bateaux.
Quelques jours plus tard, le 15 novembre 1972, un jeune de 19 ans de Spring Branch, Richard Kepner, disparaît alors qu'il se rend à une cabine téléphonique. Kepner est étranglé à mort et enterré à High Island Beach. Corll déménage à une adresse située sur Wirt Road dans le quartier de Spring Branch à Houston, le 20 janvier 1973.
Corll tue Joseph Lyles, âgé de 17 ans, le 1er février 1973, moins de deux semaines après son arrivée à Wirt Road. Lyles était connu de Corll et de Brooks. Corll quitte son appartement de Wirt Road, le 1er mars 1973, dans lequel il réside brièvement dans un appartement de South Post Oak Road avant de déménager au 2020 Lamar Drive, une adresse que son père avait quittée à Pasadena. Le nombre de meurtres commis par Corll augmente de manière spectaculaire. Ses deux complices les décrieront comme étant d'une brutalité inouïe.
Le 4 juin 1973, Henley et Corll enlèvent William Ray Lawrence, 15 ans, vu pour la dernière fois vivant par son père sur la 31e rue. Après trois jours d'abus et de torture, Lawrence est étranglé à mort, le 7 juin 1973, avant d'être enterré au lac Sam Rayburn. Quelques jours après le meurtre de Lawrence, le 15 juin 1973, Raymond Stanley Blackburn, 20 ans, est enlevé, étranglé à mort et enterré au lac Sam Rayburn.
Henley commence à suivre des cours, le 6 juillet 1973, à la Coaches Driving School de Bellaire, où il a fait la connaissance de Homer Luis Garcia, âgé de 15 ans. Le lendemain, Garcia téléphone à sa mère pour lui dire qu'il passera la nuit avec un ami. Garcia est tué par balles et laissé se vider de son sang dans la baignoire de Corll avant d'être enterré au lac Sam Rayburn. Cinq jours plus tard, le 12 juillet 1973, John Sellars, 17 ans, du comté d'Orange, est ligoté, tué par balle et enterré à High Island Beach.
En juillet 1973, après que Brooks ait épousé sa fiancée enceinte, Henley devient temporairement le seul pourvoyeur de victimes de Corll, participant à l'enlèvement et au meurtre de trois jeunes de Heights. Michael Baulch, 15 ans, frère de la victime précédente Billy Baulch, est vu pour la dernière fois par sa famille, le 19 juillet 1973, alors qu'il se rend chez le coiffeur. Baulch sera étranglé et enterré au lac Sam Rayburn. Deux autres victimes, Charles Cobble et Marty Ray Jones, sont enlevées ensemble dans l'après-midi du 25 juillet 1973, avant d'être tuées à leur tour. Henley enterre les corps des deux jeunes dans le hangar à bateaux.
Le 3 août 1973, Corll tue sa dernière victime, un garçon de 13 ans originaire du sud de Houston, James Stanton Dreymala. Enlevé par Brooks et Corll alors qu'il circule à vélo à Pasadena, Dreymala est conduit à Lamar Drive sous prétexte de ramasser des bouteilles de verre vides pour les revendre. Au domicile de Corll, Dreymala est attaché à la planche de torture de Corll, violé, torturé et étranglé à mort à l'aide d'une corde avant d'être enterré dans le hangar à bateaux. Brooks décrira plus tard Dreymala comme un « petit garçon blond » pour lequel il avait acheté une pizza et en compagnie duquel il avait passé 45 minutes avant l'agression du jeune homme.

### Fin du trio et mort
Dans la soirée du 7 août 1973, Henley, âgé de 17 ans, invite un jeune homme de 20 ans, Timothy Cordell Kerley, à assister à une fête dans la résidence de Corll à Pasaden. Brooks n'est pas présent à ce moment-là. Kerley — une connaissance occasionnelle de Corll qui devait être sa prochaine victime — accepte l'offre. Les deux jeunes arrivent à la maison de Corll, où ils fument des vapeurs de peinture et boivent de l'alcool jusqu'à minuit avant de quitter la maison, promettant de revenir sous peu. Henley et Kerley retournent ensuite à Houston Heights et Kerley gare son véhicule près de la maison de Henley. Les deux hommes sortent du véhicule et Henley, entendant de l'autre côté de la rue de l'agitation, décide d'emmener sa petite-amie Rhonda Louise Williams, âgée de 15 ans. Williams, souffrant d'une entorse à la cheville, est battue par son père ivre ce soir-là et accepte l'invitation de Henley à le rejoindre avec Kerley au domicile de Corll. Williams monte sur la banquette arrière de la Volkswagen de Kerley. Le trio se dirige ensuite vers la résidence de Corll à Pasadena.
Vers 3 h du matin, le 8 août 1973, Henley et Kerley, accompagnés de Williams, retournent à la résidence de Corll. Furieux que Henley ait amené une fille chez lui, Corll dit, en privé, à Henley que ce dernier a « tout gâché ». Henley explique que Williams s'est disputée avec son père ce soir-là et qu'elle ne souhaite pas rentrer chez elle. Corll semble se calmer et offre au trio de la bière et de la marijuana. Au bout d'environ deux heures, Henley, Kerley et Williams s'évanouissent. Henley se réveille et se retrouve allongé sur le ventre, Corll lui passant les menottes aux poignets. Sa bouche est bâillonnée avec du ruban adhésif et ses chevilles attachées. Kerley et Williams sont allongés à côté de Henley, solidement attachés avec une corde en nylon, également bâillonnés avec du ruban adhésif, et allongés face contre terre. Williams est habillée, tandis que Kerley et Henley sont nus, prêts à être soumis aux actes de Corll.
Constatant que Henley s'est réveillé, Corll lui enlève le bâillon de la bouche. Henley proteste en vain contre les actions de Corll, après quoi Corll répète sa colère contre Henley pour avoir amené une fille chez lui. Corll déclare à Henley son intention de tuer les trois adolescents, après avoir agressé et torturé Kerley, en disant d'abord : « Mec, tu as tout gâché en amenant cette fille », avant de crier : « Je vais tous vous tuer ! ». Corll donne ensuite plusieurs coups de pied à Williams dans la poitrine, avant de soulever Henley, de le traîner dans sa cuisine et de placer un pistolet de calibre 22Long Rifle contre son estomac, menaçant de l'abattre. Après environ trente minutes de discussion, Corll accepte et détache Henley, puis transporte Kerley et Williams dans sa chambre, avant de les attacher de part et d'autre de sa planche de torture : Kerley sur le ventre et Williams sur le dos. Il informe ensuite Kerley de son intention de « regarder par l'anus » pendant que Henley recommence à inhaler des vapeurs de peinture dans un sac en papier.
Corll remet ensuite un couteau de chasse à Henley en lui ordonnant de découper les vêtements de Williams, insistant sur le fait que s'il violait et tuait Kerley, Henley ferait de même avec Williams. Henley commence à couper les vêtements de Williams pendant que Corll se déshabille et commence à agresser et torturer Kerley. Williams et Kerley se réveillent et se débattent. Kerley commence à se tordre et à crier tandis que Williams, à qui Henley enlève le bâillon, lève la tête et demande à Henley s'il avait réellement l'intention de tuer. Henley répond positivement, bien qu'il n'ait pas réellement cette intention.
Henley demande à Corll s'il peut emmener Williams dans une autre pièce. Corll l'ignore et Henley attrape le pistolet de Corll en criant : « Tu es allé trop loin, Dean ! Tu tues tous mes amis ! ». Corll s'approche de Henley en disant : « Encore plus fort ! Tues-moi Wayne ! Tu n'en n'es pas capable ! ». Henley recule de quelques pas alors que Corll continue d'avancer vers lui en criant. Henley tire sur Corll, le frappant au front. La balle ne réussit à pénétrer complètement le crâne de Corll et il continue de se diriger vers Henley, sur quoi le jeune tire deux autres coups, touchant Corll à l'épaule gauche.  Corll tente de s'enfuir, mais s'effondre sur le mur du couloir. Henley tire trois balles supplémentaires dans le bas du dos et l'épaule alors que Corll glisse le long du mur dans le couloir à l'extérieur de la pièce où les deux autres adolescents ont été ligotés. Corll meurt nu allongé face contre le mur.
Henley se souviendra plus tard qu'immédiatement après avoir tiré sur Corll, la seule pensée dans son esprit était que Corll aurait été fier de la façon dont il s'était comporté pendant la confrontation, ajoutant que Corll l'a entraîné à réagir rapidement et avec force et que c'était exactement ce qu'il avait fait. Après avoir tiré sur Corll, Henley libère Kerley et Williams et les trois adolescents appellent la police.
À 8 h 24, le 8 août 1973, Henley appelle le PPD. Lors de son appel, Henley lâche à l'opérateur de venir immédiatement. Alors que Kerley, Williams et Henley attendent sur le porche de Corll que la police arrive, Henley mentionne à Kerley qu'il avait tué par balle quatre ou cinq fois. Quelques minutes plus tard, une voiture de patrouille PPD arrive au 2020 Lamar Drive. Les trois adolescents sont assis sur le porche à l'extérieur de la maison et l'officier remarque le pistolet de calibre .22 sur l'allée près du trio. Sous la garde du PPD, Henley est premièrement interrogé sur le meurtre de Corll. Il raconte les événements de la veille et de la matinée, expliquant avoir tiré sur Corll en état de légitime défense. Les déclarations faites par Kerley et Williams corroborent le récit de Henley, et le détective interrogeant Henley est convaincu qu'il avait effectivement agi en état de légitime défense.

### Aveux d'Henley et arrestation de Brooks
Au cours de la journée, Brooks se rend, en compagnie de son père, au commissariat du PPD pour dénoncer la complicité d'Henley dans plusieurs meurtres commis par Corll.
Dans la soirée du 8 août 1973, alors qu'il est toujours gardé à vue, Henley avoue à la police avoir aidé à se procurer des adolescents — dont certains avaient été leurs propres amis — pour Corll et déclare avoir activement participé aux meurtres de six adolescents, entre février 1972 et août 1973. Il affirme également que Brooks a également été un complice actif, pendant une période plus longue que lui, en ajoutant que Corll leur payait 200 dollars pour chaque victime éventuelle. Corll a, selon Henley, enterré la plupart de ses victimes dans un hangar à Southwest Houston, et d'autres à Lake Sam Rayburn et High Island Beach. 
Henley accepte d'accompagner la police dans chacun des lieux de sépulture pour aider à la réadaptation des victimes. Dans l'un des moments les plus dramatiques de l'histoire de la télévision de Houston, Jack Cato, un journaliste de KPRC-TV, membre de la télévision NBC de Houston, accompagne Henley et la police, alors que Henley les a conduits au abri de stockage, où lui et Corll ont enterré certains des corps. Cato accepte qu'Henley d'utilise son téléphone radio mobile pour appeler sa mère : « Maman, j'ai tué Dean ». Les images jouent plusieurs fois sur les nouvelles locales de KPRC-TV et sont récupérées pour être diffusées à l'échelle nationale par NBC Nightly News ce soir-là.
Le 9 août 1973, Brooks, 18 ans, est arrêté à son tour, en raison de la dénonciation d'Henley ainsi que des effets retrouvés chez Corll. Contrairement à Henley, Brooks conteste sa participation aux crimes de Corll, mais déclare avoir été au courant de deux meurtres. Henley et Brooks sont accusés de meurtres au premier degré et placés en détention provisoire.

### Découverte des corps
Le détective Jim Tucker dit avoir reçu la déclaration orale de Wayne Henley, le 9 août 1973, lorsque le jeune homme conduit les agents jusqu'à un hangar à bateaux de Houston, où huit corps sont exhumés. Selon sa déclaration, Corll lui aurait confié avoir tué deux garçons et les avoir enterrés dans le hangar à bateaux.
Brooks conduit la police au corps de Konen, le 10 août 1973, à High Island Beach. Les médecins légistes déduisent que l'adolescent est mort d'asphyxie causée par une strangulation manuelle et un bâillon en tissu placé dans sa bouche. Le corps est retrouvé enterré sous un gros rocher, recouvert d'une couche de chaux, enveloppé dans du plastique, nu et pieds et poings liés par une corde en nylon, suggérant qu'il a été violé. Cet après-midi-là, Henley et Brooks accompagnent la police à High Island Beach, conduisant la police aux tombes peu profondes de deux victimes. Ce même jour, les funérailles de Corll se déroulent à Grand View Memorial Park Pasadena.
Le 13 août 1973, Henley et Brooks accompagnent la police à High Island Beach, où quatre autres corps ont été retrouvés, faisant un total de 27 victimes connues — la pire tuerie de l'histoire américaine à l'époque — à l'actif de Corll. Henley insiste sur le fait qu'il y avait deux autres corps à trouver à l'intérieur du hangar à bateaux et que les corps de deux autres garçons avaient été enterrés à High Island Beach en 1972.
En mai 1974, la police a identifié 21 des victimes de Corll. Parmi les six autres corps non identifiés, quatre ont vécu ou ont eu des liens étroits avec Houston Heights — trois d'entre eux seront identifiés en 2008, 2010 et 2011 — et deux autres seront identifiés en 1983 et 1985. Richard Kepner, avait vécu à Spring Branch. Willard Branch, quant à lui, vivait dans le district d'Oak Forest à Houston. La dernière des six victimes n'a jamais été identifiée à ce jour.

### Suites de l'affaire
Henley est reconnu coupable de six meurtres, le 16 juillet 1974, et condamné à 594 ans de prison. Il fait appel de sa peine et de sa condamnation, affirmant que le jury de son procès initial n'avait pas été séquestré, que les objections de ses avocats à la présence des médias d'information dans la salle d'audience avaient été rejetées. Henley est rejugé en juin 1979, mais voit sa peine confirmée.
Brooks est seulement reconnu coupable d'un meurtre, le 4 mars 1975, et condamné à 99 ans de prison. Il fait également appel de la décision, mais celui-ci est rejeté.
Un corps est retrouvé, en août 1983, enterré à Jefferson County Beach. La découverte se trouvant près des emplacements des corps des victimes de Corll, cette dernière ramène le nombre de victimes à un total de 28. L'ADN identifira, en novembre 2009, que les restes sont ceux de Joseph Lyles, disparu le 1er février 1973.
En février 2012, un cinéaste préparant un documentaire sur Henley découvre un polaroid partiel, parmi les objets de Henley, que sa famille détient depuis son arrestation, en 1973. L'image montre prétendument un garçon non identifié, menotté et attaché à un dispositif invisible sur le sol, et à proximité de la boîte à outils de Corll. Le garçon ne figure pas parmi les victimes connues de Corll, laissant penser qu'il s'agit d'une 29e victime du trio. Henley prétend ne pas connaître son identité, mais confirme avoir acheté une caméra polaroid en 1972, peu de temps après avoir rencontré Corll.
Après une demande de libération rejetée en 2011, Brooks est mort en prison, le 28 mai 2020, à l'âge de 65 ans.
Henley, quant à lui, est toujours détenu et devient le seul membre du trio encore vivant à ce jour.

## La pire tuerie de l'époque
À l'époque, la tuerie était le pire cas de meurtre en série, en termes de nombre de victimes, aux États-Unis, dépassant les 25 meurtres attribués à Juan Vallejo Corona, qui avait été arrêté en Californie en 1971 pour avoir tué 25 hommes. Le nombre record macabre de victimes connues attribuées à une seule affaire de meurtre établie par Corll et ses complices n'a été dépassé qu'en 1978 par John Wayne Gacy, qui a assassiné 33 garçons et jeunes hommes et qui a admis avoir été influencé par la couverture médiatique des Houston Mass Murders pour menotter ses victimes avant qu'elles ne soient maltraitées et assassinées.
Les familles des victimes de Corll étaient très critiques à l'égard du HPD, qui n'avait pas tardé à répertorier les garçons disparus comme des fugueurs qui n'avaient pas été considérés comme dignes d'une enquête majeure. Les familles des jeunes garçons assassinés ont affirmé que la police aurait dû remarquer une tendance insidieuse dans le schéma des disparitions d'adolescents du quartier Heights ; d'autres membres de la famille se sont plaints que le HPD avait rejeté leur insistance catégorique sur le fait que leurs fils n'avaient pas raisons de fuir la maison. Everett Waldrop, le père de Donald et Jerry Waldrop, s'est plaint que peu de temps après la disparition de ses fils en 1971, il avait informé la police qu'une connaissance avait observé Corll enterrer ce qui semblait être des corps dans son hangar à bateaux. En réponse, la police a effectué une fouille superficielle autour du hangar à bateaux, avant de rejeter les rapports comme un canular. Waldrop a déclaré qu'à l'une des nombreuses occasions où il s'était rendu au HPD, le chef de la police lui avait simplement dit : "Pourquoi êtes-vous ici ? Vous savez que vos garçons sont des fugueurs." La mère de Gregory Malley Winkle a déclaré : "Vous ne vous enfuyez pas (de chez vous) avec rien d'autre qu'un maillot de bain et 80 centimes".